# Marek Wakarecy

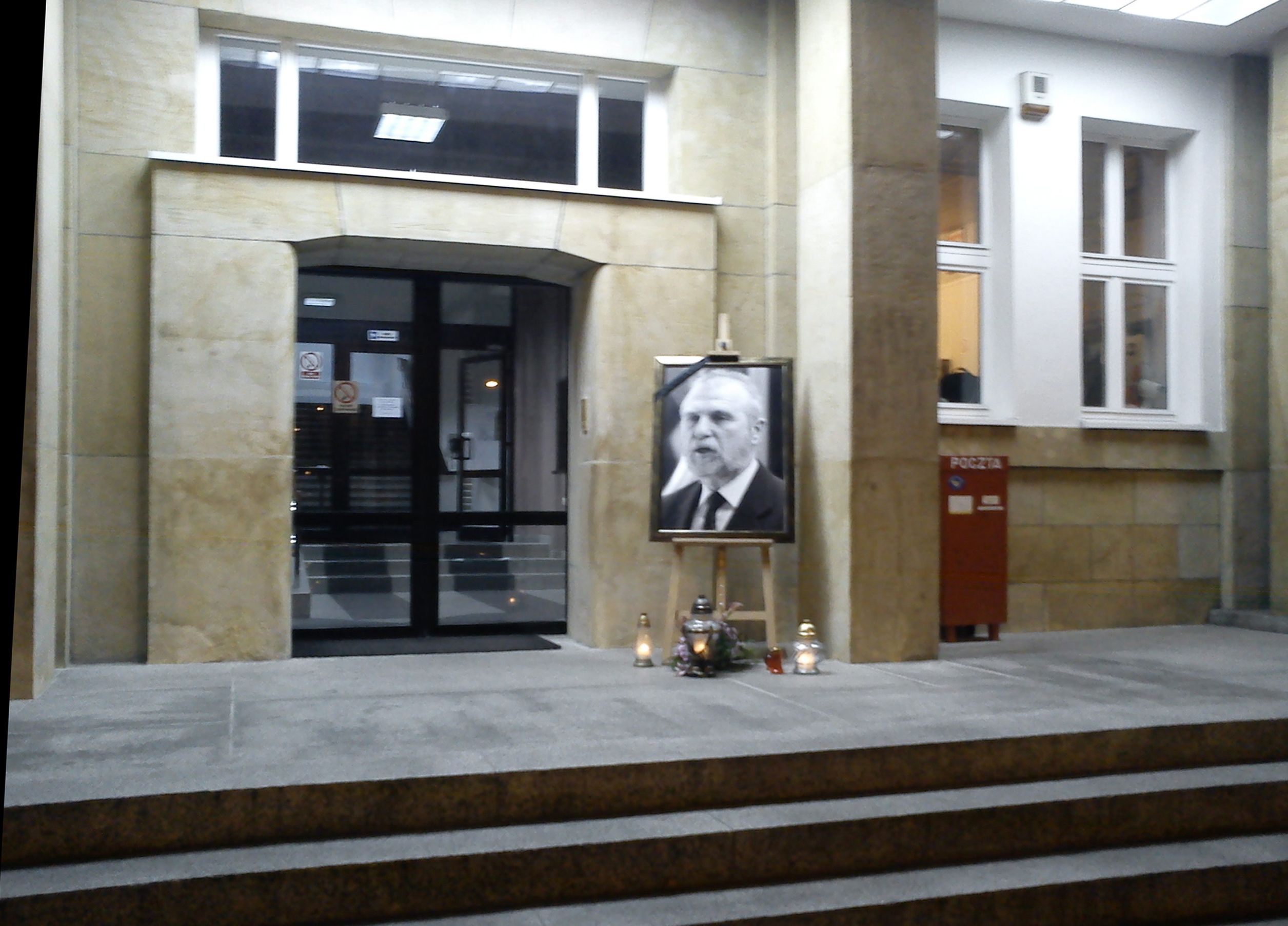
Upamiętnienia Marka Wakarecego przed wejściem do budynku Urzędu Marszałkowskiego w Toruniu

Marek Wakarecy (ur. 1951 w Toruniu, zm. 7 listopada 2011 tamże) – polski muzyk i działacz społeczny i samorządowy.

## Życiorys
W 1973 ukończył studia matematyczne na Uniwersytecie Mikołaja Kopernika w Toruniu, a w 1976 Szkołę Muzyczną II stopnia w klasie altówki. Po ukończeniu studiów pracował przez dziesięć lat w Instytucie Maszyn Matematycznych, współpracując jednocześnie z Toruńską Orkiestrą Kameralną, początkowo dorywczo a od 1983 etatowo.
W 1977–2006 był nauczycielem gry na skrzypcach i altówce w Zespole Szkół Muzycznych im. Karola Szymanowskiego w Toruniu. W latach 1990–1998 był radnym Rady Miasta Torunia. W latach 1994–2007 pełnił funkcję dyrektora naczelnego orkiestry, która w 2006 została przekształcona na Toruńską Orkiestrę Symfoniczną. W 1997 powołał do życia międzynarodowy letni festiwal „Toruń – Muzyka i Architektura”, a w 2004, wspólnie z Cezarym Zychem, Festiwal Haendlowski.
Zginął 7 listopada 2011 w Toruniu w wypadku samochodowym na Szosie Bydgoskiej. Został pochowany na cmentarzu św. Jerzego w Toruniu